# Oost-Saksisch voetbalkampioenschap 1907/08
In 1907/08 werd het zesde voetbalkampioenschap van Oost-Saksen gespeeld, dat georganiseerd werd door de Midden-Duitse voetbalbond. De competitie werd nu in twee groepen verdeeld. Dresdner SC werd kampioen en plaatste zich voor de Midden-Duitse eindronde. De club verloor in de eerste ronde van Chemnitzer BC. 

## 1. Klasse

### Groep A
| Plaats | Club                       | Wed. | W | G | V | Saldo | Ptn. |
| ------ | -------------------------- | ---- | - | - | - | ----- | ---- |
| 1.     | Dresdner SC 1898           | 6    | 6 | 0 | 0 | 44:5  | 12:0 |
| 2.     | FC Dresdensia 1898 Dresden | 6    | 2 | 1 | 3 | 17:21 | 5:7  |
| 3.     | BC Sportlust 1900 Dresden  | 6    | 2 | 1 | 3 | 13:18 | 5:7  |
| 4.     | FV Sachsen 1900 Dresden    | 6    | 1 | 0 | 5 | 11:41 | 2:10 |

|  | Finale |

### Groep B
| Plaats | Club                       | Wed. | W | G | V | Saldo | Ptn. |
| ------ | -------------------------- | ---- | - | - | - | ----- | ---- |
| 1.     | Dresdner FC von 1893       | 6    | 5 | 0 | 1 | 7:0   | 10:2 |
| 2.     | Dresdner FC Guts Muts 1902 | 6    | 3 | 0 | 3 | 14:3  | 6:6  |
| 3.     | Dresdner FC Germania 1901  | 6    | 3 | 0 | 3 | 9:12  | 6:6  |
| 4.     | FC Hohenzollern Dresden    | 6    | 1 | 0 | 5 | 2:17  | 2:10 |

Dresdner FC Germania hief zichzelf op 19 augustus 1908 op, de club vond het onrechtvaardig dat ze naar de tweede klasse degradeerden, maar ze hadden geen geld om een protest in te dienen. 
|  | Finale     |
|  | Degradatie |

## Finale
|               |                      |       |                  |                   |
| 18 maart 1908 | Dresdner FC von 1893 | 1 - 2 | Dresdner SC 1898 | DFC-Platz Dresden |
| 18 maart 1908 |                      |       |                  | DFC-Platz Dresden |